# Dipartimento di Béoumi
Il dipartimento di Béoumi è un dipartimento della Costa d'Avorio situato nella regione di Gbêkê, distretto di Vallée du Bandama.
La popolazione censita nel 2014 era pari a 154 206 abitanti.
Il dipartimento è suddiviso nelle sottoprefetture di Ando-Kékrénou, Béoumi, Bodokro, Kondrobo, Lolobo, Marabadiassa e N'Guessankro.